# 6. pehotni polk (Italija)
6. pehotni polk Aosta (izvirno italijansko 6º Reggimento fanteria) je bil pehotni polk (Kraljeve) Italijanske kopenske vojske.

## Zgodovina
Med prvo italijansko osamosvojitveno vojno je polk sodeloval v bitko za Solferino (1859). Med letoma 1915 in 1918 je bil polk nastanjen na italijanski fronti. 
Med drugo svetovno vojno je polk deloval (1940-43) na Siciliji.